# Отворени истраживачки подаци
Отворени истраживачки подаци представљају један од основних елемената покрета Отворене науке. Према дефиницији Европске комисије, отворени истраживачки подаци подржавају резултате научних истраживања и приступ им није ограничен тј. сви би требало да имају приступ истраживачким подацима. Припадају широј групи отворених података, а одваја их то што представљају резултат научних истраживања.

## Принципи отворених истраживачких података
У јануару 2014. године у Лајдену у Холандији, одржан је састанак на тему основних елемената који су неопходни за глобалну инфраструктуру која би омогућила поуздано објављивање истраживачких података, њихово проналажење, дељење и поновну употребу (назив састанка на енглеском је Jointly designing a Data FAIRPORT). На овом састанку је постигнут консензус и дефинисане су препоруке за ефикасно дељење и проналажење података. Посебно се издваја принцип машинске и људске читљивости. Принципи који су том приликом донети, детаљно су разрађени од стране FORCE11 радне групе. Ови принципи се популарно називају FAIR од енглеских речи које означавају могућност проналажења тј. претраживост (енг. Findable), доступност (енг. Accessible), интероперабилност (енг. Interoperable) и поновну употребљивост (енг. Reusable).
FAIR подаци не морају бити у отвореном приступу, довољно је да буду доступни тј. отворени њихови метаподаци. Према томе, има отворених истраживачких података који не задовољавају FAIR принципе и нису уређени, али и обрнуто: постоје истраживачки уређени FAIR подаци који нису отворени. 

### Примена FAIR принципа
На више места у свету покренута је иницијатива да се FAIR принципи дефинишу и за истраживачки софтвер (енг. research software), а главни закључци ових иницијатива су да је потребно са посебном пажњом редефинисати FAIR ставке. У 2020. години покренута је и иницијатива да се FAIR принципи примене и у оцени организација тј. да се успоставе критеријуми по којима је могуће квантитативно оценити да ли установа подржава FAIR праксе, а налик на FAIR процени инфраструктуре података, сервиса за податке и подршке за управљање подацима. 

## Управљање истраживачким подацима
Врло често се у раду са истраживачким подацима користи термин животни циклус. Да би истраживачки подаци могли поново да се користе, потребно је да прођу слeдеће фазе у животном циклусу: креирање/прикупљање података, обрада података, анализа података, чување података и омогућавање приступа подацима. Као показатељ добре праксе у раду са подацима, уобичајено се припрема План управљања истраживачким подацима (DMP од енг. Data Management Plan). Све је већи захтев финансијера научних истраживања, да се подаци деле кад год је могуће, као и да научно-истраживачки пројекти имају свој DMP. Један од првих програма који су усвојили ову праксу је Хоризонт 2020 пројектни циклус Европске комисије. DMP је документ за који је предвиђено да се мења и допуњује током трајања пројекта, а у коме су детаљно описане процедуре за руковање подацима, као и шта се дешава са подацима када се пројекат заврши. 